# Max von Laue
Max Theodor Felix von Laue (1879. október 9. – 1960. április 24.), Nobel-díjas német fizikus, a röntgenkrisztallográfia elméletének megalkotója.

## Élete
1879-ben Pfaffendorfban (ma Koblenz része) született Julius Laue katonatiszt és Minna Zerrener fiaként (a család 1913-ban nyerte el az örökös nemesi rangot, s így a család neve von Lauéra változott).  1896-ban, 17 éves korában, amikor értesült Röntgen felfedezéséről, maga is megismételte a Röntgen-kísérletet. A strasbourgi protestáns gimnázium elvégzése után (1898-ban érettségizett) szülei katonai iskolába íratták. Laue a katonai iskola mellett fizikát és matematikát hallgatott a strasbourgi, a müncheni és a göttingeni egyetemen. 23 éves korában azután végleg a fizikusi pálya mellett döntött, Berlinbe utazott, és Max Planck előadásait hallgatta. 1903-ban szerezte meg doktorátusát magna cum laude minősítéssel az optika témakörében, azon belül is a fényhullámok kölcsönhatásából. 1905-ben visszatért a berlini Elméleti Fizikai Intézetbe, ahol Max Planck asszisztense lett. Első éveiben főleg a termodinamika, az entrópia, az interferencia témaköre foglalkoztatta. Később bekapcsolódott a relativitáselmélettel kapcsolatos munkákba. Nemcsak művelője, de népszerűsítője is lett az elméletnek, és 1910-ben elsőként írta meg a relativitáselmélet összefoglaló könyvét.
1919-ben többéves zürichi és würzburgi tanítás után Laue visszatért a Berlini Egyetemre, az idősödő Max Planck mellé. Laue a legbámulatosabb alakja a német tudomány náci uralom alatti szomorú történetének. Rajta kívül a Porosz Tudományos Akadémiának mindössze két tagja tiltakozott hevesen, amikor 1933-ban Albert Einstein kilépett a Kaiser Wilhelm Intézetből. Nyíltan náciellenes volt, de Németországban maradt, ennek ellenére a szövetségesek Angliába internálták. 1960. április 8-án egy motorkerékpárral való ütközés során súlyosan megsérült, és két héttel később, 1960. április 23-án elhunyt.

### Magánélete
Laue 1910-ben vette feleségül Magdalene Degent, és a házaspárnak két gyermeke született. Laue kereste az izgalmakat, szerette a hegymászást és a vitorlázást, Neumann Jánoshoz hasonlóan imádott gyorsan vezetni.

## A Nobel-díjas kísérlet
1909-től a müncheni egyetemen kutatott, és a kristályfizikával kezdett el foglalkozni. Fölmerült benne az az ötlet, hogy a kristályrácson való elhajlással a röntgensugárzás hullámtermészetét lehetne bizonyítani. Korábban optikai rácson végezték el ezt a kísérletet, de az nem hozott eredményt. Laue felvetette a ötletet, hogy a röntgensugárzás hullámhossza jelentősen kisebb lehet. mint a látható fényé. Ezért azt javasolta, hogy a röntgensugárzást próbálják meg átvezetni egy kristályon. Laue röntgendiffrakciós kísérleti ötletét meg is valósította Paul Knipping és Walter Friedrich egy réz-szulfát kristályon. A mérés sikeres volt, a röntgensugár elhajlása során létrejött interferenciaképet a fotólemezen rögzítették. Ezért 1914-ben megkapta a Nobel-díjat. Az indoklásban ez szerepel: „a röntgensugár-diffrakció felfedezéséért kristályokon”. (Laue korrektségére jellemző, hogy a díjért járó összeget megosztotta a kísérletet elvégző két kutatóval, Knippinggel és Friedrichhel.)

## Tudományos tagságai
Az első világháború idején a frankfurti egyetemen tanított, majd 1919-ben a berlini egyetem Elméleti Fizikai Intézetének az igazgatója lett. 1919-ben lesz a Porosz Tudományos Akadémia levelező, majd 1921-ben rendes tagja lett. Számos tudományos társaság választotta meg tagjai sorába, így az Orosz Tudományos Akadémia, a Kant Társaság, a Bécsi Tudományos Akadémia, az Amerikai Fizikai Társaság, a Francia Fizikai Társaság és levelező tagja lett a Göttingeni, a Müncheni, a Torinói, a Stockholmi, a Római Pápai és a Madridi Tudományos Akadémiának, valamint a Londoni Royal Society-nek.

## Elismerései
- 1914: Fizikai Nobel-díj
- 1932: Max-Planck Érem, a Német Fizikai Társaság díja
- 1952: A Pour le Mérite Rend lovagja
- 1959: Helmholtz Érem a Kelet-Berlini Tudományos Akadémiától

## Főbb művei
- Max von Laue Die Relativitätstheorie. Band 1: Die spezielle Relativitätstheorie (Friedr. Vieweg & Sohn, Braunschweig, 1911, and 1919)
- Max von Laue Das Relativitätstheorie. Erster Band. Das Relativitätsprinzip der Lorentz-transformation. Vierte vermehrte Auflage. (Friedr. Vieweg & Sohn, 1921)
- Max von Laue Die Relativitätstheorie. Zweiter Band : Die Allgemeine Relativitätstheorie Und Einsteins Lehre Von Der Schwerkraft  (Friedr. Vieweg & Sohn, Braunschweig, 1921 and 1923)
- Max von Laue Korpuskular- und Wellentheorie (Leipzig, 1933)
- Max von Laue Die Interferenzen von Röntgen- und Elektronenstrahlen. Fünf Vorträge. (Springer, 1935)
- Max von Laue Eine Ausgestaltung der Londonschen Theorie der Supraleitung (Barth, 1942)
- Max von Laue Materiewellen und ihre Interferenzen (Akadem. Verl.-Ges. Becker & Erler, 1944) (Geest und Portig, 1948)
- Max von Laue Theorie der Supraleitung (Springer, 1947 and 1949)
  - Max von Laue, translated by Lothar Meyer and William Band Theory of Superconductivity (N.Y., 1952)
- Max von Laue Geschichte der Physik (Univ.-Verl., 1946 and 1947), (Athenäum-Verl., 1950) and (Ullstein Taschenbücher-Verl., 1959, 1966 and 1982) [This book was translated into seven other languages.]
  - Max von Laue, translated by Ralph E. Oesper History of Physics (Academic Press, 1950)
  - Max von Laue Historie De La Physique (Lamarre, 1953)
  - Max von Laue Geschiedenis der natuurkunde (‘s Gravenhage, Stols, 1950 and 1954)
- Max Planck and Max von Laue Wissenschaftliche Selbstbiographie (Barth, 1948)
- Max von Laue Röntgenstrahlinterferenzen (Akadem. Verl.-Ges., 1948)
- Max von Laue Die Relativitätstheorie. Bd. 2. Die allgemeine Relativitätstheorie (Vieweg, 1953)
- Max Planck and Max von Laue Vorlesungen über Thermodynamik (de Gruyter (Gebundene, 1954)
- Walter Friedrich, Paul Knipping, and Max von Laue Interferenzerscheinungen bei Röntgenstrahlen (J. A. Barth, 1955)
- Max von Laue Die Relativitätstheorie. Bd. 1. Die spezielle Relativitätstheorie (Vieweg, 1955)
- Max von Laue Die Relativitätstheorie. Bd. 2. Die allgemeine Relativitätstheorie (Vieweg, 1956)
- Max von Laue Max von Laue
- Max von Laue Röntgenwellenfelder in Kristallen (Akademie-Verl., 1959)
- Max von Laue Von Laue-Festschrift. 1 (Akadem. Verl.-Ges., 1959)
- Max von Laue Von Laue-Festschrift. 2 (Akadem. Verl.-Ges., 1960)
- Max von Laue and Ernst Heinz Wagner Röntgenstrahl-Interferenzen (Akadem. Verl.-Ges., 1960)
- Max von Laue and Friedrich Beck Die Relativitätstheorie. Bd. 1. Die spezielle Relativitätstheorie (Vieweg, 1961 and 1965)
- Max von Laue Gesammelte Schriften und Vorträge. Bd. 1 (Vieweg, 1961)
- Max von Laue Gesammelte Schriften und Vorträge. Bd. 2 (Vieweg, 1961)
- Max von Laue Gesammelte Schriften und Vorträge. Bd. 3 (Vieweg, 1961)
- Max von Laue Aufsätze und Vorträge (Vieweg, 1961 and 1962)
- Max von Laue and Friedrich Beck Die Relativitätstheorie. Bd. 2. Die allgemeine Relativitätstheorie (Vieweg, 1965)
- Max von Laue Die Relativitätstheorie II. Die allgemeine Relativitätstheorie (Vieweg Friedr. und Sohn Ver, 1982)

### Magyarul
- A fizika története; ford. Svékus Olivér; Gondolat, Bp., 1960 (Stúdium könyvek)